# Lac Harriet
Pour les articles homonymes, voir Harriet.
Le lac Harriet (en anglais : Harriet Lake) est un lac américain dans le comté de Madera, en Californie. Il est situé à 3 133 mètres d'altitude au sein de la Yosemite Wilderness, dans le parc national de Yosemite.